# Doris Ebbing
Theodora „Doris“ Ebbing (* 25. Februar 1938 in Hemer, Westfalen; † 20. November 2009 in Hagen, Nordrhein-Westfalen) war eine deutsche Kommunalpolitikerin, die von 1994 bis 1995 und erneut 2003 für einige Monate Bürgermeisterin ihrer Heimatstadt Hemer im Märkischen Kreis war. Bis zu ihrem Tod saß sie für die CDU im Hemeraner Stadtrat.
Durch den späteren Amtsbürgermeister Hemers und Landtagsabgeordneten Hermann-Josef Geismann kam Doris Ebbing in die Kommunalpolitik. Als Hausfrau und Mutter hatte sie sich zuvor als Pflegschaftsvorsitzende an der Brabeck-Grundschule engagiert. So war sie anfangs als sachkundige Bürgerin im Schulausschuss tätig und beschloss unter anderem den Neubau des Schulgebäudes mit. Seit 1976 war Doris Ebbing, die vier Jahre zuvor in die CDU eingetreten war, ohne Unterbrechung ordentliches Ratsmitglied. 1989 wurde sie zur ersten stellvertretenden Bürgermeisterin Hemers gewählt und behielt dieses Amt bis 2004.
Während dieser Zeit übernahm sie zweimal auch das Amt der ersten Bürgermeisterin und wurde damit die erste Frau in dieser Position in Hemer und im Märkischen Kreis. Erst wurde sie im Herbst 1994 zur Nachfolgerin von Klaus Burda bestimmt und gab den Posten wenige Monate später an Heinz Öhmann ab. 2003 übernahm Ebbing das Amt nach dem Weggang Öhmanns nach Coesfeld und vor dem Amtsantritt Michael Eskens im Frühsommer 2003 ein zweites Mal.
Als Ratsmitglied wirkte Doris Ebbing seit den 1990er-Jahren im Kulturausschuss mit und stand dem Ausschuss zwischen 1994 und 2009 auch vor. Sie war zudem Mitglied im Haupt- und Finanzausschuss, in der Verbandsversammlung der Volkshochschule Menden–Hemer–Balve sowie in der Verbandsversammlung des Sparkassenzweckverbandes Hemer–Menden. Als beratendes Mitglied gehörte sie dem Aufsichtsrat der Landesgartenschau Hemer 2010 an.
Für ihr kommunalpolitisches Engagement wurde Doris Ebbing 1999 das Bundesverdienstkreuz am Bande verliehen. 2014 wurde im Hemeraner „Stadtquartier“ eine Straße nach ihr benannt. Die gelernte Apothekerassistentin war verwitwet und hatte drei Söhne.